# 国鉄トラ4000形貨車
国鉄トラ4000形貨車（こくてつトラ4000がたかしゃ）は、かつて日本国有鉄道（国鉄）および前身である鉄道省等に在籍した無蓋貨車である。

## 概要
1938年以降の日本国鉄では無蓋車はトムとトラを並行して製造することになり、同時期に製造された15トン積みのトム19000形に対応する17トン積み二軸無蓋車としてトラ4000形が登場した。トム19000形はトラ4000形の17分の15短縮版といえる。

### 製造
1938年（昭和13年）から1941年（昭和16年）にかけて750両（トラ4000 - トラ4749）が日本車輌製造東京支店で新製された。最終番号はトラ4760であるが、これは南海鉄道（旧阪和電気鉄道）の買収車（トラ900形）が10両（トラ916 - トラ925→トラ4750 - トラ4759）と二車現存による改番車が1両（トラ4760）あるためである。
年度毎の製造数は、次のとおり。
- 1938年（昭和13年）度 トラ4000 - トラ4099（100両）
- 1939年（昭和14年）度 トラ4100 - トラ4329（230両）
- 1940年（昭和15年）度 トラ4330 - トラ4749（420両）

### 構造
前級トラ1形のあおり戸と妻板を含銅鋼板製に変更したもので、寸法は同形式をほぼ忠実にトレースしている。
荷台の内法は、長さ8,130 mm、幅2,480  mm、あおり戸高さ850 mm、妻板高さ1,150 mm、床面積20.2 m2で、床板は木製である。台枠長さは、8,136 mmとトラ1形の8,230 mmに比べて短いが、これは鋼製化により妻板が薄くなったためである。あおり戸の側柱もトム19000形と同じく取り外し可能となった。
形態的にはあおり戸上縁部の補強の形態差により、前期形と後期形に分かれており、後期形は補強を魚腹形として強化している。番号の区分ははっきりとしないが、前期形は100両（トラ4000 - トラ4099）と推定されている。
その他の主要諸元は、全長8,936 mm、全幅2,710 mm、容積42.4 m3、軸距4,200 mm、自重8.8 t - 9.0 t。
走り装置は一段リンク式で、最高運転速度は65 km/hであった。

### 更新修繕による木製化
トラ4000形は戦後の1948年（昭和23年）4月の調査では745両が残存していた。1951年（昭和26年）から1953年（昭和28年）にかけて実施された更新修繕により、当時残存していた全車（735両）についてあおり戸と妻板が木製化された。同様の木製化改造を行ったトムは形式が変更されたが、トラ4000形では改形式・改番は行われなかった。
荷台寸法は妻板の厚み分だけ狭くなり、長さ8,036 mm、幅2,480 mm、あおり戸高さ850 mm、床面積19.9 m2となった。

### 廃車
更新修繕後も汎用無蓋車の一員として全国で使用されたが、1958年（昭和33年）ごろから廃車が始まり、1968年（昭和43年）10月1日の「ヨンサントオ」ダイヤ改正では高速化不適格車とされて、補助符号「ロ」と黄色帯を標記のうえ特定線区や北海道内に封じ込められた。
1968年（昭和43年）度末には48両が在籍していたが、1970年（昭和45年）度に実質的に形式消滅した。書類上の形式消滅は1983年（昭和58年）度である。

## 改造

### セラ1形
1959年、石炭車セラ1形の改造種車となっているが、輪軸、ブレーキ装置、連結器等の部品を流用した程度で、台枠、ホッパ等は新製されている。

## 譲渡

### 小坂鉄道トラ4000形
1962年（昭和37年）9月に、4両（トラ4156, トラ4200, トラ4743, トラ4234）が小坂鉄道に譲渡され、トラ4000形（トラ4001 - トラ4004）とされている。小坂線所属であった。1978年（昭和53年）7月10日付けでトラ4001とトラ4002が廃車となったが、残ったトラ4003とトラ4004は2代目のトラ4001、トラ4002とされた。両車は、2005年（平成17年）4月1日付けで除籍となったが、トラ4002（2代）は小坂鉄道レールパークで保存されている。

## 同形車

### 阪和電気鉄道トラ900形
阪和電気鉄道のトラ900形のうち、トラ916 - トラ925の10両は1936年（昭和11年）に田中車輛でが製造された同系車である（トラ901 - トラ915の15両はトラ1形の同形車）。こちらの方が鉄道省のものより先行しており、トラ1形と同様あおり戸間の側柱が固定式であったと推定されるが、真相は不明である。また、あおり戸上縁部は魚腹型に補強されているが、上下方向に拡幅されている鉄道省のものに対し、幅方向に拡幅されている。
1944年（昭和19年）5月の戦時買収にともない国有化され、国鉄トラ4000形に編入されてトラ4750 - トラ4759に改番された。